# Leee John
 (octobre 2012).
Si vous disposez d'ouvrages ou d'articles de référence ou si vous connaissez des sites web de qualité traitant du thème abordé ici, merci de compléter l'article en donnant les références utiles à sa vérifiabilité et en les liant à la section « Notes et références ».
Leee John, de son vrai nom John Leslie McGregor, né le 23 juin 1957, à Hackney, un quartier de Londres, est un acteur, musicien et chanteur anglais, connu pour avoir été membre du groupe Imagination. 
Il a grandi et fait ses études à New York, et plus tard des études de théâtre à l'école Anna Scher Théâtre de Londres.

## Biographie
Leee John quitte dans sa jeunesse l'Angleterre pour les États-Unis. Il est élevé à New York où il participe aux chœurs pour les Delfonics et les Chairmen of the Board. Repéré par Trevor Horn, il rencontre lors d'une audition Ashley Ingram (né le 27 novembre 1960, à Northampton, Angleterre), guitariste et bassiste. Ils forment un partenariat en tant que compositeurs, et font partie brièvement du groupe Fizzz.
De retour en Angleterre, en collaboration avec Ingram et rejoint par Errol Kennedy (né le 9 juin 1953, à Montego Bay, Jamaïque, et batteur du groupe américain Midnight Express) naît le groupe Imagination, qui devient célèbre dans les années 1980.
Produit par Jolley & Swain, de célèbres producteurs, leur premier album Body Talk sort et le titre du même nom, atteint la 4e place des charts anglais, en mai 1981 (il contient plusieurs hit-singles comme Flashback, Body Talk, etc.). En mars 1982, avec Just an Illusion, tiré de leur 2e album In the Heat of the Night, ils connaissent la gloire mondiale. La chanson se classe no 2 au Royaume-Uni et au Top 10 un peu partout dans le monde. Le titre Music and Lights connaît aussi un beau succès. Le trio apparaît fréquemment sur Top of the Pops et d'autres programmes de musique pop.
Bien que n'étant pas un acteur, Leee John a fait une apparition dans la série Doctor Who, dans l'épisode Enlightenment en 1983, remplaçant au pied levé l'acteur initialement prévu, en raison d'une grève à la BBC.
Plus tard, le groupe au Royaume-Uni perd de sa popularité, mais continue à effectuer des tournées et à enregistrer jusqu'au début des années 1990. Leee John continue, après la séparation du groupe, à en faire la promotion.
Leee John continue à faire l’acteur et refait parler de lui en 2003, dans une émission de télé-réalité, aux États-Unis, aux côtés d’autres personnalités locales.
Il apparaît aussi dans The Adam and Joe Show, dans une série en quatre parties La Maison des années 1980, une parodie de télé-réalité populaire : il y joue le rôle du designer.
Il continue à enregistrer et sortir des singles à connotation dance, dans les années 1990 et au début des années 2000 : il classe aux UK Garage Tracks, Your Mind, Your Body, Your Soul et U Turn Me, avec Stingily Byron chanteur des Ten City, en  2000.
Sous le pseudonyme de Johnny X, il a également coécrit et chanté Call on Me produit par Higher State.
En 2005, il sort un album de jazz Feel my Soul  sur le label Candid Records, mélangeant des standards de jazz et des compositions originales. Par la suite, il fait une tournée au Royaume-Uni et en Europe avec son quartet de jazz, ainsi que son célèbre groupe Imagination. En 2007, il enregistre Trust my Heart pour l’album de Ian Levine, Northern Soul.
Leee John est aussi un des ambassadeurs de SOS Villages d'Enfants, un organisme de bienfaisance internationale offrant des logements et des mères à des enfants orphelins et abandonnés. Il participe chaque année à la « Semaine mondiale des orphelins », qui se déroule chaque février.
En 2012, Leee John se produit au Théâtre Leicester Square à Londres.
En 2016, Leee John donne deux concerts dans le sud de la France : le 12 août à Sainte-Maxime et le 14 août à la Fos-sur-Mer. Il annonce la sortie de son nouvel album en octobre 2016 et chante en avant-première deux chansons du futur album : "Hello Goodbye" et "Secrets".
En 2018, il donne un concert à Bruxelles : le 18 septembre il est en tête d'affiche du 193e Marché annuel de la commune d'Anderlecht.
En 2020, il apparaît sur l'album Strange Timez de Gorillaz, sur le morceau The Lost Chord. Cette chanson fait également l'objet du neuvième épisode de première saison de la mini-série d'animation Song Machine.